# Rongdrik

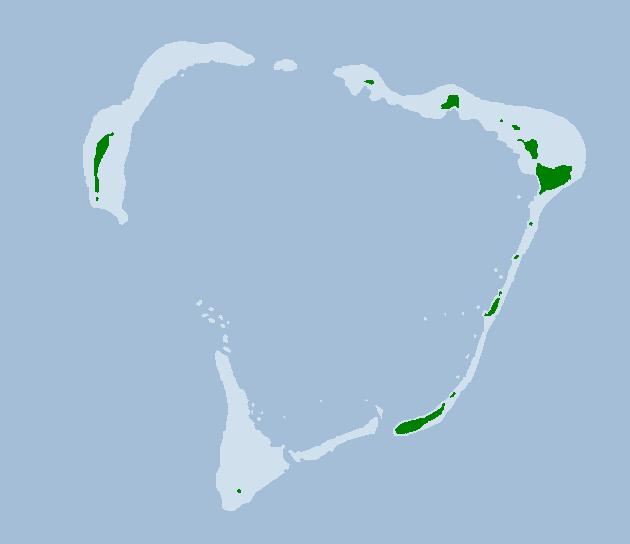
Karte von Rongdrik

Rongdrik oder Rongerik (deutsch veraltet: Pescadoresinseln) ist ein Atoll der Ralik-Kette der Marshallinseln. Das Atoll hat eine Landfläche von 1,68 km², die eine Lagune von 143,43 km² umschließt. Das Atoll liegt 200 km vom Bikini-Atoll entfernt.
Das Atoll Rongdrik erlangte Bekanntheit durch die Ansiedlung der vormaligen Bewohner des Bikini-Atolls. Sie mussten im Frühjahr 1946 ihre Heimat verlassen, damit die US-Regierung dort im Juli 1946 die Operation Crossroads, ihre zweite nukleare Testreihe, durchführen konnte. Das Atoll Rongdrik bot jedoch weder ausreichende Nahrungsgrundlagen noch ausreichend Trinkwasser. Die Bikinianer, die mit Vorräten für wenige Wochen auf das Atoll gebracht worden waren, begannen, langsam zu verhungern. Spätestens ab Juli 1947 war auch offiziellen amerikanischen Stellen die drohende Hungersnot bekannt. Im November 1947 begann eine Vorausgruppe von Bikinianern, das Atoll Ujelang als zukünftige Wohnstatt zu erschließen. Kurz darauf entschied die US-Regierung jedoch, das Atoll Eniwetok als weiteres nukleares Testgebiet zu verwenden. Da Eniwetok ebenfalls besiedelt war, fehlte nun eine weitere neue Heimat. Die US-Regierung befand, dafür sei das Atoll Ujelang am besten geeignet, und siedelte die Einwohner von Eniwetok dorthin um – was die Ansiedelung der Bikinianer unmöglich machte.
Nach einem weiteren Zwischenaufenthalt auf dem Kwajalein-Atoll fanden die Bikinianer ab November 1948 eine Heimat auf Kili. Als Insel hat Kili – im Gegensatz zu einem Atoll – keine Lagune. Daher konnten die Bikinianer auf Kili ihre bisherige, vom Lagunenfischen geprägte Lebensweise nicht wieder aufnehmen und waren für ihr Überleben auf externe Hilfslieferungen angewiesen. Diese kamen meist per Schiff, was dadurch erschwert wurde, dass Kili keine nennenswerten Landungsmöglichkeiten hatte und in der Regel von hohen Brechern umgeben ist. Einige Hilfslieferungen wurden daher aus der Luft abgeworfen. Um die Möglichkeiten zur Selbstversorgung zu erhöhen, erhielten die Einwohner 1957 Rechte am benachbarten Atoll Jaluit, welches jedoch 1958 durch den Taifun Ophelia unbewohnbar gemacht wurde – nachdem schon 1957 der Taifun Lola in Kili große Teile der Ernte zerstört und das Versorgungsschiff versenkt hatte.
Auf dem menschenleeren Rongdrik wurden 1954 26 Soldaten stationiert, um die Auswirkungen der auf Bikini gezündeten Bravo-Bombe zu dokumentieren. Die Wolke mit den radioaktiven Fallout erreichte Rongdrik nach acht Stunden und verstrahlte die stationierten Soldaten der Wetterstation. Sie wurden zur Beobachtung auf eine Militärbasis auf dem Kwajalein-Atoll gebracht, aber nach spätestens sechs Monaten als gesund entlassen.
Die US-Regierung (Präsident Johnson) versprach den Bikinianern schließlich 1968 ihre baldige Rückkehr auf das Atoll und begann mit der Beseitigung von radioaktiven Resten und mit der Anpflanzung von Kokospalmen. 1972 siedelten zunächst drei Großfamilien nach Bikini zurück. Ab 1975 wurde jedoch langsam offenbar, dass das Atoll Bikini keineswegs zu bewohnen war. Nachdem Untersuchungen ergeben hatten, dass sowohl das Trinkwasser als auch die Hauptnahrungsquelle (Kokosnüsse) noch immer erhöhte Strahlungskonzentrationen aufwiesen, verließen im Jahr 1978 alle Einwohner das Atoll wieder.
Bis heute (2010) kann das Atoll Bikini wegen der Verstrahlung nicht besiedelt werden. Seit 1975 kämpfen die Bikinianer in Gerichtsverhandlungen vor dem Obersten Gerichtshof der Vereinigten Staaten um eine angemessene Entschädigung sowie die Dekontamination des Atolls.
Das Atoll Rongdrik selbst wurde schließlich Anfang 1954, ebenso wie die benachbarten Atolle Rongelap, Utirik, Ujelang, Likiep, Bikar und Ailinginae durch die Operation Castle und folgende Atombombentests radioaktiv verstrahlt und ist bis heute nicht bewohnbar.